# Ron Essink
Ronald Arden Essink (Zeeland, 30 luglio 1958) è un ex giocatore di football americano statunitense che ha giocato nel ruolo di offensive tackle nella National Football League (NFL). Fu scelto nel corso del decimo giro (265º assoluto) del Draft NFL 1980 dai Seattle Seahawks. Al college ha giocato a football alla Grand Valley State University.

## Carriera professionistica
Essink fu scelto come decimo assoluto nel Draft 1980 dai Seattle Seahawks. Con essi disputò tutte le sei stagioni della carriera fino al 1985 bloccando per i quarterback Jim Zorn e Dave Krieg e scendendo in campo in 83 partite, di cui 70 come titolare, recuperando due fumble.

## Vittorie e premi
Nessuno

## Statistiche
| Partite totali      | 83 |
| Partite da titolare | 70 |
| Fumble recuperati   | 2  |